# 牛王洞摩崖造像
牛王洞摩崖造像位於四川省南充市閬中市，文物遺址年代判定為唐。2012年7月16日公佈為第八批四川省文物保護單位。
牛王洞摩崖造像位於四川省南充市閬中市東興鄉大力宮村，坐西南向東北在高11米，寬85米的崖壁上分佈有摩崖造像兩龕，現存造像Kl有51尊：主要造像為一佛二侍二弟子二菩薩二供養二力士及八部眾；K2有5尊：為釋迦牟尼與多寶佛並坐說法圖。牛王洞摩崖造像題材豐富，人物形象生動，具有很高的研究和藝術價值。第三次全國文物普查新發現。